# Heusden (Gueldre)
Pour les articles homonymes, voir Heusden.
Heusden est une ancienne commune néerlandaise de la province du Gueldre. Ce fut le nom sous lequel le village actuel d'Opheusden fut une commune indépendante.
Érigée en commune au début du XIXe siècle, la commune de Heusden n'a existé que jusqu'au 1er janvier 1818, date de son rattachement à Kesteren.